# Nathan Kabongo
Nathan Kabongo Kadima (9 september 2004) is een Belgisch voetballer die onder contract ligt bij RWDM.

## Clubcarrière
Kabongo ruilde in 2024 de beloftenploeg van Patro Eisden Maasmechelen voor die van KMSK Deinze. Op 23 november 2024 maakte hij in speciale omstandigheden zijn profdebuut: toen de eerste ploeg in staking ging wegens betalingsachterstand, moest Deinze noodgedwongen met zijn beloftenploeg in actie komen tegen Francs Borains. Deinze verloor de competitiewedstrijd tegen Francs Borains met 0-3. De jonge twintiger stond in de twee weken daarop ook in de basis tegen RFC de Liège (3-0-nederlaag) en RFC Seraing (0-1-nederlaag).
Op 11 december 2024 werd Deinze na een maandenlange doodsstrijd officieel failliet verklaard, waardoor Kabongo een transfervrije speler was. Kort daarop vond hij onderdak bij RWDM.

## Clubstatistieken
| Seizoen         | Club            | Land            | Competitie      | Competitie | Competitie | Beker | Beker | Supercup | Supercup | Europees | Europees | Totaal | Totaal |
| Seizoen         | Club            | Land            | Competitie      | Wed.       | Dlp.       | Wed.  | Dlp.  | Wed.     | Dlp.     | Wed.     | Dlp.     | Wed.   | Dlp.   |
| --------------- | --------------- | --------------- | --------------- | ---------- | ---------- | ----- | ----- | -------- | -------- | -------- | -------- | ------ | ------ |
| 2024/25         | KMSK Deinze     | Vlag van België | Eerste klasse B | 3          | 0          | 0     | 0     | —        | —        | —        | —        | 3      | 0      |
| Carrière totaal | Carrière totaal | Carrière totaal | Carrière totaal | 3          | 0          | 0     | 0     | 0        | 0        | 0        | 0        | 3      | 0      |

Bijgewerkt op 4 februari 2025.
1 Lathouwers ·
3 Halilou ·
4 Doudaev ·
5 De Sart ·
6 Halifa ·
7 Montes ·
8 Abe ·
9 Parzyszek ·
10 Robail ·
11 Ziani ·
15 Laâziri ·
17 Barry ·
20 Poku ·
21 Marsoni ·
22 Soelle Soelle ·
23 Del Piage ·
26 Kestens ·
28 Hubert ·
29 Maurer ·
30 Baghli ·
31 Dodeigne ·
43 Sousa ·
49 Sapata ·
51 Preijs ·
53 Messad-Kouchiche ·
60 Awudu ·
70 Nkurunziza ·
77 Biron ·
83 Lemmens ·
84 El Arouch ·
99 Benjdida ·
Coach: Ferrera
· Assistent-coach: Baherlé
· Assistent-coach: De Camargo